# Kabinett Karl von Liechtenstein
Das Kabinett Karl von Liechtenstein war vom 13. Dezember 1918 bis zum 15. September 1920 die von Fürst Johann II. ernannte Regierung des Fürstentums Liechtenstein unter Vorsitz des provisorischen Landesverwesers Karl von Liechtenstein.

## Geschichte
Nachdem am 7. November 1918 der Provisorische Vollzugsausschuss die Macht im Fürstentum übernommen hatte, spitzte sich die Lage über die nächsten Wochen zu, da der radikale Schritt des Landtags im Volk auch fürstentreuen Widerstand hervorrief und die verfassungswidrig eingesetzte Regierung nicht gänzlich anerkannt wurde. Prinz Karl von Liechtenstein wurde zur Vermittlung ins Fürstentum entsandt und traf am 6. Dezember 1918 in Vaduz ein. Der Provisorische Vollzugsrat stellte im Zuge dessen am 7. Dezember seine Arbeit ein und auf Wunsch des Landtags wurde Karl von Liechtenstein am 13. Dezember provisorisch zum Landesverweser ernannt und am 17. Dezember Wilhelm Beck und Franz Josef Marxer vom Landtag als Regierungsräte gewählt.
Das Hauptergebnis der Verhandlungen war ein am 10. Dezember veröffentlichtes 9-Punkte Programm:
1. Die Regierung besteht aus einem vom Fürsten im Einvernehmen mit dem Landtag bestellten Landesverweser und zwei vom Landtag zu wählenden Regierungsräten.
2. Die Regierungsräte sind zu allen wichtigen Geschäften beizuziehen, mindestens aber alle 14 Tage zu einer Sitzung einzuladen.
3. Der Landtag hat gegenüber einem Regierungsmitglied das Recht des Misstrauensantrags an den Landesfürsten.
4. Beamte sollen die liechtensteinische Staatsbürgerschaft besitzen. Der Landesverweser soll in erster Linie ein Liechtensteiner sein.
5. Der Landtagswahlmodus soll beibehalten werden. Die drei vom Fürsten zu ernennenden Abgeordneten sollen durch kollegialen Regierungsbeschluss dem Landesfürsten in Vorschlag gebracht werden.
6. Die Landtagssitzungen sollen nach Bedarf, mindestens aber im Frühjahr und im Herbst einberufen werden.
7. Sämtliche gerichtlichen und politischen Instanzen, mit Ausnahme des Obersten Gerichtshofes, sind in das Land zu verlegen.
8. Die grundsätzlichen Bestimmungen des freien Vereins- und Versammlungsrechts sind in die Verfassung aufzunehmen.
9. Das Wahlfähigkeits- und Großjährigkeitsalter soll auf 21 Jahre herabgesetzt werden.

Diese Forderungen wurden durch den Landtag beschlossen und ihnen wurde am 13. Dezember 1918 vom Fürsten zugestimmt. Sie bildeten den Auftakt für die bis 1921 andauernde Verfassungsdiskussion. Diese und Streitigkeiten zwischen den 1918 entstandenen Parteien Volkspartei und Bürgerpartei prägten auch die Innenpolitik der Regierung. Ein von Karl im April 1920 vorgelegter Verfassungsentwurf, der sich eng an die monarchistische Staatsauffassung von 1862 anlehnte, spielte in den weiteren Verhandlungen keine Rolle. Obwohl auf Ausgleich bedacht, gelang es Karl nicht, die Gegensätze zwischen Volkspartei und Bürgerpartei zu überbrücken. Wilhelm Beck trat auch deshalb am 31. August 1919 als Regierungsrat zurück. Damit schied die Volkspartei aus der Regierung aus und Beck wurde durch Johann Wanger von der Fortschrittlichen Bürgerpartei ersetzt.
In Zusammenarbeit Karls mit den schweizerischen Behörden erfolgten ab 1919 Lebensmittellieferungen aus der Schweiz nach Liechtenstein. Diese entschärften die seit 1916 aufgrund eines Handelsboykotts der Entente herrschende Nahrungsmittelknappheit. In Karls Regierungszeit begann die aussenpolitische Umorientierung Liechtensteins von Österreich zur Schweiz. Im April 1919 ersuchte er bei Bundesrat Felix Calonder in Bern um Verhandlungen für eine wirtschaftliche und diplomatische Annäherung an die Schweiz. Im August 1919 kündigte der Landtag den Zollvertrag mit Österreich und im Oktober 1919 übernahm die Eidgenossenschaft auf Ansuchen Liechtensteins die diplomatische Vertretung der liechtensteinischen Interessen in Ländern, in denen das Fürstentum keine Auslandsvertretung besitzt. Ebenfalls 1919 errichtete Liechtenstein Gesandtschaften in Wien und Bern.
Der geplante Bau eines Landeskrankenhauses und die Gründung einer liechtensteinischen landwirtschaftlichen Schule mussten aus wirtschaftlichen Gründen aufgegeben, der Bau des Lawenawerks musste zurückgestellt werden. 1920 wurde ein Verteilernetz für die Stromversorgung des ganzen Landes gebaut. Zur Behebung des Kleingeldmangels gab Liechtenstein 1920 Notgeld heraus.
Die entscheidende Zäsur in der heftigen Auseinandersetzung um die Revision der Verfassung stellten die nach dem Verhandlungsort, dem Absteigequartier bei Schloss Vaduz, benannten Schlossabmachungen vom 15. September 1920 dar. Sie waren das Ergebnis der vom 10.–15. September 1920 zwischen Fürst Johann II., Josef Peer und dem fürstlichen Kabinettsrat Josef Martin einerseits und der durch Wilhelm Beck, Gustav Schädler und Anton Walser vertretenen Volkspartei (VP) andererseits geführten Schlossverhandlungen; ab dem 6. September hatten Vorgespräche zwischen Beck und Martin stattgefunden. Vertreter der Bürgerpartei (FBP) wurden am 11. September über den Gang der Verhandlungen informiert. Die VP erklärte sich in den Schlossabmachungen damit einverstanden, dass der Österreicher Peer für sechs Monate als Landesverweser amtierte und in dieser Zeit u. a. einen auf den Schlossabmachungen beruhenden Verfassungsentwurf vorlegen musste. Inhaltlich setzte die VP ihre Forderungen weitgehend durch, indem die Schlossabmachungen die folgenden Grundzüge einer neuen Verfassung festlegten: konstitutionelle Monarchie auf parlamentarischer und demokratischer Grundlage, Verankerung der Staatsgewalt in Fürst und Volk, Ernennung der Regierung durch den Fürsten einvernehmlich mit dem Landtag über dessen Vorschlag, Verantwortlichkeit der Regierung gegenüber der Volksvertretung. Ausserdem hatte der Landtag künftig nur mehr aus vom Volk gewählten Abgeordneten zu bestehen und die Bürger erhielten das Recht auf Initiative und Referendum auf Gesetzes- und Verfassungsebene. Als Regierungschef kam fortan nur ein gebürtiger Liechtensteiner in Betracht. Es waren sämtliche Verwaltungs- und Justizbehörden mit Ausnahme des obersten Gerichtshofs in Zivil- und Strafrechtsachen ins Land zu verlegen und ein Staatsgerichtshof als Gerichtshof des öffentlichen Rechts zu schaffen. Die Schlossabmachungen bildeten die Grundlage für den von Peer ausgearbeiteten und vom Landtag weitgehend übernommenen Verfassungsentwurf vom März 1921 und damit der Verfassung von 1921. Im Rahmen der Verhandlungen vereinbarten VP und FBP am 15. September auf Druck der VP einen Wechsel in der Regierung: Johann Wanger (FBP) trat zugunsten Wilhelm Becks als Regierungsrat zurück. Im Rahmen dessen übergab Karl am 15. September 1920 sein Amt an Josef Peer.

## Kabinettsmitglieder
|                | Bild                                  | Name                   | Amtszeit                               | Landschaft |  |
| Landesverweser |                                       |                        |                                        |            |  |
|                | Landesverweser Karl von Liechtenstein | Karl von Liechtenstein | 13. Dezember 1918 – 15. September 1920 | –          |  |
| Regierungsräte |                                       |                        |                                        |            |  |
|                | Regierungsrat Wilhelm Beck            | Wilhelm Beck           | 17. Dezember 1918 – 31. August 1919    | Oberland   |  |
|                | Regierungsrat Johann Wanger           | Johann Wanger          | 1. September 1919 – 15. September 1920 | Oberland   |  |
|                | Regierungsrat Franz Josef Marxer      | Franz Josef Marxer     | 17. Dezember 1918 – 15. September 1920 | Unterland  |  |